# بویانیچی
بویانیچی (به صربی: Bojanići) یک منطقهٔ مسکونی در صربستان است که در کرالیفو واقع شده‌است. بویانیچی ۹۴ نفر جمعیت دارد.